# Alcampell
Alcampell – gmina w Hiszpanii, w prowincji Huesca, w Aragonii, o powierzchni 58 km². W 2011 roku gmina liczyła 746 mieszkańców.